# Kuvaevita
La kuvaevita és un mineral de la classe dels sulfurs que pertany i dona nom al grup de la kuvaevita

## Característiques
La kuvaevita és un sulfur de fórmula química Ir₅Ni10S16. Va ser aprovada com a espècie vàlida per l'Associació Mineralògica Internacional l'any 2020, sent publicada a finals de 2022. Cristal·litza en el sistema trigonal.
L'exemplar que va servir per a determinar l'espècie, el que es coneix com a material tipus, es troba conservat a les col·leccions del Museu geològic de Sibèria Central, a Novosibirsk (Rússia), amb el número de catàleg: iii-102/1.

## Formació i jaciments
Va ser descoberta al placer de Sisim, dins el complex de dunita-peridotita-gabre de Lysanskiy (Krai de Krasnoiarsk, Rússia). Aquest indret és l'únic a tot el planeta on ha estat descrita aquesta espècie mineral.